# Левицький Євген Йосипович
Євге́н Йо́сипович Леви́цький (17 січня 1870, с. Качанівка — 21 листопада 1925, м. Відень) — український громадсько-політичний діяч, публіцист.

## Біографія
Євген Левицький народився в селі Качанівка  (Королівство Галичини та Володимирії, нині Тернопільського району Тернопільської області).
Навчався в гімназії в м. Тернополі (зокрема, в 1887 році закінчив VIIa клас, у 1888 році отримав свідоцтво з відзнакою про складання матури, як і його однокласник Станіслав Дністрянський), на правничих факультетах Львівського (закінчив цей виш[джерело?]) та Віденського університетів (1892—1894, тут захистив дисертацію, здобув ступінь доктора права). В 1895 р. — юрист-інтерн у Віденському крайовому суді; в 1896—1902 рр. — адвокат-стажист у Станіславі та Львові.
У жовтні 1890 року Левицький разом з Іваном Франком, Михайлом Павликом, В'ячеславом Будзиновським, Кирилом Трильовським став ініціатором створення першої української політичної партії — Русько-української радикальної партії (РУРП). Був одним з лідерів студентського руху. 1892 року обирався головою II-го Всеслов'янського студентського конгресу у Відні.
Належав до правого крила РУРП (Володимир Охримович, В'ячеслав Будзиновський, Іван Франко), яке в грудні 1899 року заснувало Українську Національно-Демократичну Партію (УНДП), член вищого органу партії — Народного Комітету. Був співавтором програм обох партій, співпрацював в офіційному партійному органі УНДП — газеті «Народ», засновник і редактор тижневика «Будучність» (1899), редактор «Свободи» (1901), «Діла» (1903).
В 1907 і 1911 роках обраний депутатом австрійського райхсрату від двомандатного 59 виборчого округу (Обертин—Тлумач—Золотий Потік—Станіслав—Галич—Тисмениця—Богородчани). В парламенті входив у Руський клуб з 1907 р.; з 1911 р. — Український клуб (заступник голови до травня 1916 р.); з 8 листопада 1916 р. — Українське парламентське представництво
Під час Першої світової війни 1914—1918 років Левицький за дорученням Союзу Визволення України вів організаційну і просвітницьку роботу серед полонених українців у німецьких таборах.
У 1918—1919 роках Левицький — делегат Української Національної Ради ЗУНР як парламентський посол. В 1919—1923 роках — посол ЗУНР у Берліні та Празі.
Згодом (з березня 1923 р.) займався адвокатською практикою у Відні, де і помер 21 листопада 1925.

## Доробок
Автор багатьох статей, зокрема, про Олександра Барвінського, на політичні та культурологічні теми в українських та німецьких періодичних виданнях.

### Твори
- Die Verdrängung Rußlands vom Schwarzen Meer // Berliner Tageblatt, 1.10. 1914.
- Die Ukraine der Lebensnerv Russlands // Der deutsche Krieg. Heft 33. Stuttgart-Berlin: Deutsche Verlags-Anstalt, 1915.
- Bukowina. Berlin, 1915.
- Ukraine, Ukrainer und die Interessen Deutschlands: Rede gehalten am 7. Mai 1915 im grossen Wagner-Saale zu München. Berlin: K. Curtius, 1915.
- Die Ukraine und der Krieg // Frankfurter Zeitung, 26.5.1915.
- Galizien: informativer Ueberblick über nationale, wirtschaftliche, soziale und kulturelle Zustände des Landes. Wien: Verlag des Bundes zur Befreiung der Ukraina, 1916.
- Die Ukraine // Kennen Sie Russland? Berlin: Puttkammer und Mühlbrecht, 1916. S. 142—155.
- Die Juden im ukrainischen Gebiet // Süddeutsche Monatshefte, Februar 1916.
- Ukrainische Legionäre // Osteuropäische Zukunft, № 2 (1916). S. 29—30.
- Weltwirtschaftspolitik der Zentralmächte und der Krieg // Osteuropäische Zukunft, № 6 (1916). S. 87—90.
- Bukowina, ein hartumstrittenes Land // 67. Liebesgabe zur Zeitung d. 10. Armee. Nr. 89 (14.06.1916).
- Osteuropäische Probleme und der Krieg: zwei Aufsätze. Berlin: Druck von Brückmann, 1916.
- Grosspolnische Träume und die Wahrheit über die polnische Frage. Berlin: Druck von Brückmann, 1916.
- Die wiedererwachte Ukraine // Die Ukraine. Kriegspolitische Einzelschriften. Heft 12. Berlin: Schwetschke & Sohn, 1916. S. 76—93.
- Der östliche Kriegsschauplatz und die osteuropäische Völkerschaften // Osteuropäische Zukunft, 1916, № 9. S. 133—136; № 11. S. 171—174; № 14. S. 213—216.
- Die Ukrainer auf dem Schlachtfelde // Osteuropäische Zukunft, № 20 (1916). S. 305—308.
- Листи з Німеччини. Відень: накладом Союзу Визволення України, 1916.
- La guerre polono-ukrainienne en Galicie et l'avenir de la République ukrainienne de l'Ouest. Berne: R. Suter, 1919.
- Getreidehandel und Elevatorenmangel in der Ukraine // Die Ukraine. H. 2 (1919). S. 46—48.
- Die ukrainische Presse // Die Ukraine. Heft 4 (1919). S. 99—100.
- Geschichte und Statistik Cholmlands // Die Ukraine. Heft 6 (1919). S. 135—141.
- Die Gerechtigkeit der Entente // Ibid. S. 153—154.

## Зауваги
1. ↑  у давніших джерелах с. Сидорів → Гаврильцьо І., Ханас В. Левицький Євген Йосипович // Тернопільський енциклопедичний словник : у 4 т. / редкол.: Г. Яворський та ін. — Тернопіль : Видавничо-поліграфічний комбінат «Збруч», 2005. — Т. 2 : К — О. — С. 329. — ISBN 966-528-199-2.